# Shin'ya Tsukamoto
Shin'ya Tsukamoto (塚本 晋也?, Tsukamoto Shin'ya; Tokyo, 1º gennaio 1960) è un regista, sceneggiatore, attore, montatore, direttore della fotografia, produttore cinematografico e scenografo giapponese, considerato capofila del cinema cyberpunk nipponico.

## Biografia
Diplomato in arte alla Nihon University, Tsukamoto crea il gruppo teatrale Kaijū (Teatro dei Mostri Marini), dirige spot commerciali e realizza una serie di film in super 8, tra i quali, nel 1987, il bizzarro Le avventure del ragazzo del palo elettrico. Nei cortometraggi giovanili si intravedono alcuni stilemi del suo cinema: montaggio subliminale, personaggi le cui carni si mescolano con oggetti (principalmente metallici), violenti combattimenti nei sobborghi delle metropoli giapponesi.
Nel 1989 Tsukamoto scrive, produce, dirige e monta un film a basso costo che diviene conosciuto nella cultura mondiale del cinema indipendente: Tetsuo. In questo come in molte altre sue opere del primo periodo viene fatto ampio uso della tecnica dello stop-motion, non solo per far muovere gli oggetti ma anche per muovere gli attori all'interno della città, producendo un effetto spesso utilizzato nel cinema cyberpunk.
Il regista viene premiato nel 2002 al festival di Venezia per il suo film A Snake of June con il Premio della Giuria. Il successivo Vital del 2004 viene premiato con il Corvo d'argento al Festival internazionale del cinema fantastico di Bruxelles. In Italia gode di particolare considerazione da parte del critico Enrico Ghezzi di Rai 3, che spesso manda in onda su Fuori orario i suoi film più celebri e ha curato con la Raro Video un cofanetto contenente i primi due Tetsuo e Denchu Kozo con contenuti speciali e interviste al regista.
Dopo il claustrofobico mediometraggio Haze, dove le ossessioni del regista prendono vita, Tsukamoto sigla un film che doveva inizialmente essere parte di un serial televisivo sulla falsariga di Twin Peaks. Invece Nightmare Detective - Il cacciatore di sogni, questo il titolo, risulta essere un prodotto simile alla serie americana solo nel concept e si differenzia per molti aspetti nello sviluppo della storia, mantenendo invece più lo stile particolare del regista.
Ritorna di nuovo al festival di Venezia il 5 settembre 2009: alla Mostra del cinema il regista nipponico presenta il terzo capitolo della sua trilogia più nota, Tetsuo 3, The Bullet Man. In questo come nella maggior parte delle sue opere il regista sembra voler continuamente indagare sulla metamorfosi dell'uomo e del suo rapporto conflittuale con la tecnologia, tema già caro a David Cronenberg. Quest'ultimo è considerato da Tsukamoto un riferimento indiscusso, tanto che in alcune interviste il regista giapponese si definisce simbolicamente "figlio di Cronenberg". Nel 2011 vince la Sezione Orizzonti alla Mostra del cinema di Venezia con il film Kotoko.
Prende molti spunti dal teatro: dalle scelte sonore al modo in cui dirige gli attori, e alla richiesta delle gestualità teatrali. Tsukamoto stesso è, il più delle volte, attore protagonista dei suoi film e il suo modo particolare di recitare ha catturato l'interesse di altri registi giapponesi di genere. Ha recitato diversi film giapponesi come Dead or Alive 2: Birds, Ichi the Killer di Takashi Miike o, fra gli altri, Marebito di Takashi Shimizu.

## Stile e tematiche
Nonostante una trasformazione artistica ineluttabile, Shin'ya Tsukamoto è sempre rimasto fedele ad alcuni stilemi formali e tematici che caratterizzeranno il suo cinema. Dal capolavoro Tetsuo fino al più recente Kotoko, il regista nipponico ha sempre privilegiato un uso insistito della steadicam e un montaggio ipercinetico e violento. La fotografia spesso assume connotati simbolici ed evocativi, mentre la messa in scena è a metà tra il surrealismo e il futurismo. Influenzato da David Cronenberg, Tsukamoto affronta temi quali l'alienazione, l'identità e il rapporto uomo-macchina. L'essere umano, nell'estetica di Tsukamoto, viene dipinto come fragile guscio percosso da violente trasformazioni fisiche e mentali, causate da pulsioni interne che esplodono improvvisamente.

## Filmografia

### Regista, sceneggiatore, produttore, direttore della fotografia e montatore

#### Lungometraggi
- Tetsuo (1989)
- Hiruko the Goblin (Yokai hanta - Hiruko) (1990) (no produttore e direttore della fotografia)
- Tetsuo II: Body Hammer (1992)
- Tokyo Fist (1995)
- Bullet Ballet (1998)
- Gemini (Sōseiji) (1999) (no produttore)
- A Snake of June (Rokugatsu no hebi) (2002)
- Vital (2004)
- Nightmare Detective - Il cacciatore di sogni (2006)
- Nightmare Detective 2 (2008)
- Tetsuo: The Bullet Man (2009)
- Kotoko (2011)
- Fires on the Plain (Nobi) (2014)
- Killing (Zan) (2018)
- Hokage (2023)

#### Cortometraggi
- Genshi-san (1974)
- Story of a Giant Cockroach (1975)
- Wings (1975)
- Cloudy (1976)
- It Flew in Hell (1977)
- New Wings (1978)
- Flying Lotus Flower (1979)
- Terry 100 Channels (1985) (solo regista)
- The Phantom of Regular Size (1986)
- Le avventure del ragazzo del palo elettrico (Denchû kozô no bôken) (1987)
- Haze - Il muro (Haze) (2005)
- Tamamushi (2005) – episodio di Female (no sceneggiatore e produttore)
- Abandoned Monster (2013)

### Scenografo

#### Lungometraggi
- A Snake of June (Rokugatsu no hebi) (2002)
- Vital (2004)
- Tetsuo: The Bullet Man (2009) (non accreditato)
- Kotoko (2011)
- Fires on the Plain (Nobi) (2014)

### Attore
- Futsû saizu no kaijin - cortometraggio (1986)
- Le avventure del ragazzo del palo elettrico (Denchû kozô no bôken) - mediometraggio (1987)
- Tetsuo (1989)
- Tetsuo II: Body Hammer (1992)
- Waga jinsei saiaku no toki, regia di Kaizô Hayashi (1993)
- 119, regia di Naoto Takenaka (1994)
- Harukana jidai no kaidan o, regia di Kaizô Hayashi (1995)
- Tokyo Fist (1995)
- Bullet Ballet (1998)
- The Perfect Education, regia di Ben Wada (1999)
- Dead or Alive 2: Birds, regia di Takashi Miike (2000)
- Ichi the Killer, regia di Takashi Miike (2001)
- Oboreru hito, regia di Naoki Ichio (2001)
- A Snake of June (Rokugatsu no hebi) (2002)
- Marebito, regia di Takashi Shimizu (2004)
- Haze - Il muro - mediometraggio (2005)
- Nightmare Detective - Il cacciatore di sogni (2006)
- Tetsuo: The Bullet Man (2009)
- Kotoko (2011)
- Fires on the Plain (Nobi) (2014)
- Scoop! (2016)
- Shin Godzilla, regia di Hideaki Anno (2016)
- Silence, regia di Martin Scorsese (2016)
- Il processo di Tokyo (Tokyo Trial) – miniserie TV, puntate 1-3-4 (2016)
- Killing (Zan) (2018)
- Shin Kamen Rider, regia di Hideaki Anno (2023)
- Hideo Kojima: Connecting Worlds, regia di Glen Milner[3]

### Doppiatore
- Metal Gear Solid 4: Guns of the Patriots (Vamp)

## Doppiatori italiani
- Luca Dal Fabbro in Ichi the Killer
- Lorenzo Scattorin in Marebito
- Sergio Lucchetti in Nightmare Detective - Il cacciatore di sogni
- Taiyo Yamanouchi in Silence